# Schinkel (Osnabrück)
Schinkel, Osnabrück-Schinkel – dzielnica miasta Osnabrück w Niemczech, w kraju związkowym Dolna Saksonia.